# Сучение
Сучение — способ соединения нескольких нитей (волокнистого продукта, ленточки) в одну, состоящий из сложения требуемого числа нитей вместе и затем их кручения (закатывания двумя сжимающими параллельными поверхностями сучильных рукавов). Применяется в аппаратном прядении, иногда в гребенном прядении тонкой шерсти и шёлкопрядении. Если соединение нитей происходит без кручения, то оно называется трощением. По сути сучение является кручением, при котором соединяемые нити закручиваются то в одну, то в противоположную сторону. При этом, в отличие от кручения, волокна связываются слабее, однако для сучения используются более простые устройства. В прядильном производстве применяется для формирования ровницы.
Сучильные рукава — кожаные или синтетические широкие упругие бесконечные ремни с шероховатой поверхностью. Интенсивность сучения характеризуется степенью сучения, то есть числом оборотов нити вокруг оси при прохождении сучильных рукавов.